# Korshøjen
Korshøjen (litauisk: Kryžių kalnas) er et nationalt katolsk pilgrimssted omkring 12 km nord for industribyen Šiauliai i det nordlige Litauen. Stedet har fået sit navn efter de utallige kors, som er sat på en 60 meter lang og 40-50 meter bred kunstig høj. Der er omkring 200.000 kors på højen. Foruden kors har pilgrimme efterladt krucifikser, statuer af jomfru Maria og rosenkranse på højen. Korshøjen er både et nationalt og et religiøst symbol.

## Historie
Det vides ikke præcist, hvornår de første kors blev sat på højen. Nogle daterer traditionen med at sætte kors tilbage til 1300-tallet; men de første skriftlige kilder, som omtaler korshøjen, er fra 1850. Šiauliai var fra Polens tredje deling i 1795 indtil zardømments fald under russisk styre, og mange kors menes at være sat på højen til minde om de faldne ved opstandene mod zarstyret i 1831 og 1863.
Da Litauen efter 2. verdenskrig kom under sovjetisk styre, blev korshøjen for alvor et nationalt og religiøst symbol. Sovjetstyrkerne forsøgte i 1961 at jævne korshøjen med jorden. Trækors blev brændt, jernkors sendt til skrot og kors lavet af sten eller cement blev knust. Over 5.000 kors blev ødelagt, men allerede næste morgen var der atter rejst kors på højen. I årene 1973-75 blev over 1.500 kors ødelagt, og senere forsøgte de sovjetiske myndigheder sig med andre metoder som for eksempel at afspærre området under påskud af, at en epidemi var brudt ud. Litauerne fortsatte dog deres valfart til korshøjen i en manifestation af deres nationale identitet, katolske kulturarv og i protest mod den sovjetiske besættelsesmagt.
Korshøjen blev internationalt kendt i den katolske verden, da paven i 1993 kom på besøg og holdt en udendørs messe for omkring 100.000 tilhørere. I den forbindelse blev der ved korshøjens fod opstillet en stor Jesusfigur.